# Perrigny (Yonne)
Pour les articles homonymes, voir Perrigny.
Perrigny est une commune française située dans le département de l'Yonne en région Bourgogne-Franche-Comté.

## Géographie
Perrigny fait partie de l'agglomération d'Auxerre, c'est une commune membre de la communauté d'agglomération de l'Auxerrois.

### Climat
Pour des articles plus généraux, voir Climat de la Bourgogne-Franche-Comté et Climat de l'Yonne.
En 2010, le climat de la commune est de type climat océanique dégradé des plaines du Centre et du Nord, selon une étude du Centre national de la recherche scientifique s'appuyant sur une série de données couvrant la période 1971-2000. En 2020, Météo-France publie une typologie des climats de la France métropolitaine dans laquelle la commune est exposée à un climat océanique altéré et est dans la région climatique  Lorraine, plateau de Langres, Morvan, caractérisée par un hiver rude (1,5 °C), des vents modérés et des brouillards fréquents en automne et hiver. 
Pour la période 1971-2000, la température annuelle moyenne est de 11 °C, avec une amplitude thermique annuelle de 15,7 °C. Le cumul annuel moyen de précipitations est de 735 mm, avec 11,6 jours de précipitations en janvier et 7,7 jours en juillet. Pour la période 1991-2020, la température moyenne annuelle observée sur la station météorologique de Météo-France la plus proche, « Aillant », sur la commune de Montholon à 15 km à vol d'oiseau, est de 11,5 °C et le cumul annuel moyen de précipitations est de 727,4 mm. 
La température maximale relevée sur cette station est de 42,7 °C, atteinte le 24 juillet 2019 ; la température minimale est de −23,5 °C, atteinte le 25 février 1986,,. 
Les paramètres climatiques de la commune ont été estimés pour le milieu du siècle (2041-2070) selon différents scénarios d'émission de gaz à effet de serre à partir des nouvelles projections climatiques de référence DRIAS-2020. Ils sont consultables sur un site dédié publié par Météo-France en novembre 2022.

## Urbanisme

### Typologie
Au 1er janvier 2024, Perrigny est catégorisée ceinture urbaine, selon la nouvelle grille communale de densité à sept niveaux définie par l'Insee en 2022.
Elle est située hors unité urbaine. Par ailleurs la commune fait partie de l'aire d'attraction d'Auxerre, dont elle est une commune de la couronne,. Cette aire, qui regroupe 104 communes, est catégorisée dans les aires de 50 000 à moins de 200 000 habitants,.

### Occupation des sols
L'occupation des sols de la commune, telle qu'elle ressort de la base de données européenne d’occupation biophysique des sols Corine Land Cover (CLC), est marquée par l'importance des territoires agricoles (52 % en 2018), en diminution par rapport à 1990 (55,2 %). La répartition détaillée en 2018 est la suivante : 
forêts (40 %), terres arables (36,1 %), prairies (13,7 %), zones urbanisées (5,6 %), zones industrielles ou commerciales et réseaux de communication (2,4 %), zones agricoles hétérogènes (2,2 %). L'évolution de l’occupation des sols de la commune et de ses infrastructures peut être observée sur les différentes représentations cartographiques du territoire : la carte de Cassini (XVIIIe siècle), la carte d'état-major (1820-1866) et les cartes ou photos aériennes de l'IGN pour la période actuelle (1950 à aujourd'hui).

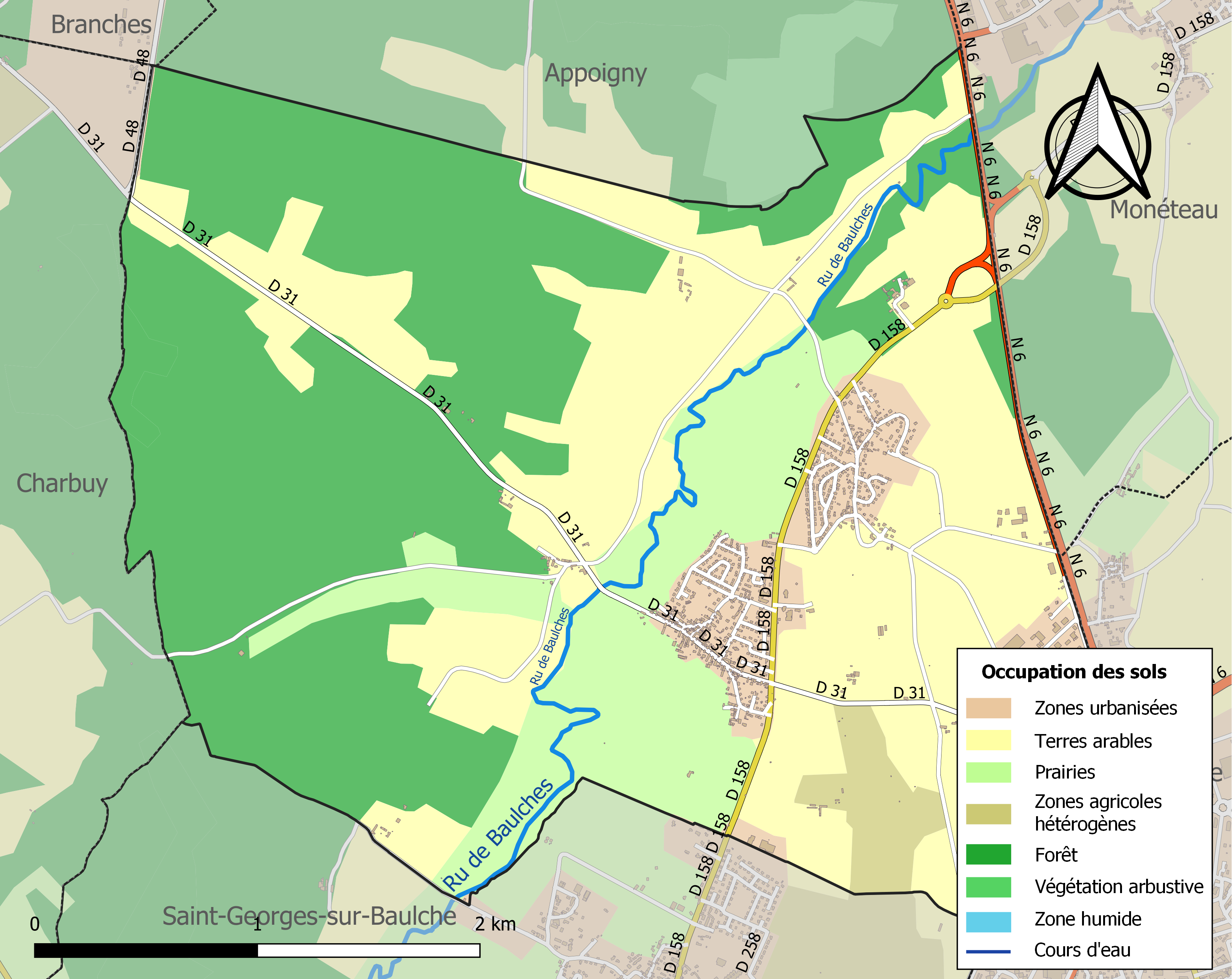
Carte des infrastructures et de l'occupation des sols de la commune en 2018 (CLC).

## Histoire
Perrigny disposait d'une gare dont le bâti est conservé (voir gare de Perrigny). Les anciennes écoles : une pour filles et une pour garçons sont situées de part et d'autre de la mairie.

## Politique et administration

### Liste des maires
| Période                                  | Période  | Identité        | Étiquette | Qualité |
| ---------------------------------------- | -------- | --------------- | --------- | ------- |
| 1983                                     | 1995     | Jack Fradin     |           |         |
| mars 2008                                | 2020     | Denis Cumont    |           |         |
| 2020                                     | En cours | Emmanuel Chanut | DVD       |         |
| Les données manquantes sont à compléter. |          |                 |           |         |

## Population et société

### Démographie
L'évolution du nombre d'habitants est connue à travers les recensements de la population effectués dans la commune depuis 1793. Pour les communes de moins de 10 000 habitants, une enquête de recensement portant sur toute la population est réalisée tous les cinq ans, les populations de référence des années intermédiaires étant quant à elles estimées par interpolation ou extrapolation. Pour la commune, le premier recensement exhaustif entrant dans le cadre du nouveau dispositif a été réalisé en 2008.

En 2022, la commune comptait 1 254 habitants, en évolution de −1,95 % par rapport à 2016 (Yonne : −1,95 %, France hors Mayotte : +2,11 %).
| 1793 | 1800 | 1806 | 1821 | 1831 | 1836 | 1841 | 1846 | 1851 |
| ---- | ---- | ---- | ---- | ---- | ---- | ---- | ---- | ---- |
| 215  | 249  | 276  | 296  | 331  | 348  | 388  | 429  | 441  |

| 1856 | 1861 | 1866 | 1872 | 1876 | 1881 | 1886 | 1891 | 1896 |
| ---- | ---- | ---- | ---- | ---- | ---- | ---- | ---- | ---- |
| 476  | 499  | 518  | 519  | 540  | 542  | 566  | 526  | 526  |

| 1901 | 1906 | 1911 | 1921 | 1926 | 1931 | 1936 | 1946 | 1954 |
| ---- | ---- | ---- | ---- | ---- | ---- | ---- | ---- | ---- |
| 526  | 492  | 476  | 393  | 430  | 407  | 450  | 502  | 499  |

| 1962 | 1968 | 1975 | 1982  | 1990  | 1999  | 2006  | 2008  | 2013  |
| ---- | ---- | ---- | ----- | ----- | ----- | ----- | ----- | ----- |
| 515  | 520  | 711  | 1 169 | 1 103 | 1 122 | 1 151 | 1 160 | 1 289 |

| 2018  | 2022  | - | - | - | - | - | - | - |
| ----- | ----- | - | - | - | - | - | - | - |
| 1 266 | 1 254 | - | - | - | - | - | - | - |

Perrigny n'a pas traversé l'histoire sans heurts - les nazis y sont passés, une trentaine de ses habitants moururent dans la bataille de la Marne.
Une maison de retraite a été construite il y a quelques années[Quand ?] à l'intérieur du village.
En ce moment[Quand ?], un nouveau lotissement est en construction aux Bréandes, une soixantaine de maisons devraient être construites.

### Enseignement
Perrigny dispose d'une école maternelle et d'une école primaire. L'enseignement secondaire est suivi à Saint-Georges-sur-Baulche pour les collégiens, à Auxerre pour les lycéens.

### Sport
Le village possède deux anciens terrains de tennis abandonnés. La première tranche d'un espace sportif et de loisirs vient d'être inauguré[Quand ?]. Elle comprend un petit terrain de football, 2 terrains de pétanque, des jeux pour enfants dont une pyramide de corde unique dans la région, le tout en accès libre.

## Culture locale et patrimoine

### Lieux et monuments
Louis Marchand, valet de Napoléon 1er à Sainte-Hélène, a possédé le domaine du Verger qu'il a habité de 1826 à 1842. On trouve à Perrigny une église, une mairie, les anciennes écoles, l'ancienne gare, un monument aux morts, l'école maternelle et l'école primaire avec son réfectoire, et une grande salle des fêtes.
Possession de l'évêché d'Auxerre jusqu'au Xe siècle, l'évêque Héribert (demi-frère du duc des Francs Hugues le Grand) fait don, avec dix autres églises, de l'église Saint-Cyr de Perrigny à l'abbaye Saint-Germain d'Auxerre après que saint Mayeul a rétabli la règle monastique à Saint-Germain.

### Espaces verts
Perrigny est un village fleuri et possède une fleur.

### Héraldique
| Blason de Perrigny | Blason  | De gueules au pigeonnier du lieu d'argent maçonné du champ ; chapé-flammé d'argent à deux rouleaux de parchemin d'azur, posés en pal et liés d'or. |
| Blason de Perrigny | Détails | Adopté le 20 mars 1990. |

## Pour approfondir